# Programmazione (mass media)
La programmazione nei mezzi di comunicazione di massa, principalmente radio e televisione, è la strategia organizzativa adottata dall'editore di una emittente nel mettere in onda i diversi programmi televisivi.

## Strategie di programmazione televisiva
I network statunitensi hanno dovuto fin dalla loro nascita costruire i propri schemi di programmazione in una situazione di concorrenza e hanno perciò prodotto professionalità e appositi settori destinati all'ottimizzazione delle scalette, in relazione ai diversi target e alle diverse fasce orarie.
Queste tecniche sono comunque diventate nel corso degli anni ottanta patrimonio comune anche dei programmatori italiani e europei, nel momento in cui si sono trovati di fronte a un panorama concorrenziale. Bisogna tuttavia ricordare che i palinsesti USA sono costruiti in modo molto più modulare, cioè sono formati da sequenze di programmi di durate rigidamente legate alla mezz'ora (le sit-com per esempio) e ai suoi multipli, mentre in Italia permane ancora soprattutto nelle produzioni una certa elasticità di durate.
- Counter programming[4][5]: consiste nella collocazione su una rete di un programma destinato a un target diverso da quello della rete concorrente (l'esempio più tipico in Italia è rappresentato dalla programmazione di film o sceneggiati drammatico-sentimentali, ritenuti adatti a un target femminile, in serate che prevedono la trasmissione di partite di calcio, tradizionalmente più seguite dal pubblico maschile).
- Competitive programming[6]: in questo caso si "combatte" sullo stesso terreno dell'avversario programmando un'emissione destinata allo stesso pubblico della rete concorrente.
- Checkerboarding (o ombrello)[7]: consiste nel posizionamento in una fascia diurna di un programma diverso per ogni giorno della settimana (in Italia è stata recentemente[non chiaro] sperimentata nella fascia preserale di Italia 1 che proponeva ogni giorno un telefilm differente).
- Stripping (o striscia)[8][9]: è una delle tecniche fondamentali dei palinsesti neo-televisivi e consiste nella collocazione durante tutti i giorni della settimana (in Italia solo nei giorni feriali) dello stesso programma alla stessa ora.
- Lead-in e lead-out (o traino)[10]: sono due tecniche che si fondano sul presupposto che il pubblico di un programma possa "migrare" su quello che lo segue immediatamente. Naturalmente questo presupposto è valido (e le esperienze sia italiane che di oltreoceano lo confermano) solo se il programma che segue (lead-out) è rivolto a un pubblico grosso modo omogeneo a quello del programma che precede (lead-in). Di qui si conferma l'importanza che riveste per i programmatori una perfetta conoscenza dell'adeguatezza tra target e caratteristiche del programma, nonché delle abitudini e dei ritmi sociali di ascolto dei diversi target.
- Spinoff[11]: questa tecnica consiste nel riprendere personaggi già portati alla notorietà in una serie o in uno show, costruendo attorno un nuovo programma che possa sfruttarne la notorietà.
- Hammocking[12]: un programma nuovo o dagli ascolti non molto elevati viene collocato tra due programmi di successo, in modo da poterlo dotare di una sorta di protezione in termini di flusso di ascolto, fondandosi cioè sulla speranza che una parte del pubblico delle due emissioni "forti" possa passare su quello più debole.
- Bridging: si tratta del posizionamento di programmi dall'audience particolarmente forte e fedele in orari che coincidono con l'inizio su canali concorrenti di altre emissioni, in modo da bloccare il pubblico sulla propria rete rendendo difficile il passaggio sull'inizio degli altri programmi.
- Blocking: è il posizionamento in sequenza di una serie di programmi dotati di target di riferimento omogenei.
- Stunting[13][14]: consiste nel cambiamento improvviso di formato, di personaggio o della sequenza stessa del palinsesto motivata dalla ricerca di spiazzare la concorrenza.

L'acquisizione presso produttori esterni di licenze per la ritrasmissione di serie televisive, è talvolta soggetta alla clausola Run of series, che impegna l'acquirente (broadcaster) ad acquistare anche le eventuali serie successive del programma.

### La nuova programmazione tv
La programmazione televisiva nell'era di Internet risente maggiormente dell'influenza data dalle società private di streaming online come Netflix e Disney+, oppure dell'influenza di società che trasmettono eventi sportivi interamente online, come accaduto in Italia dove i diritti televisivi di trasmissione delle partite della Serie A di calcio sono state concesse, per la stagione 2021-2022, alla società DAZN, che ha cambiato quasi radicalmente il modo di fruire il calcio in televisione degli italiani. Un cambiamento forzato, stando alle abitudini degli italiani, che vedono spostare il tradizionale palinsesto calcistico della UEFA Champions League sulla piattaforma streaming di Amazon Prime, con l'esclusiva di alcune partite disponibili esclusivamente online. I palinsesti televisivi, anche in questa direzione, risentono dell'influenza dello streaming a pagamento in termini di accessibilità e di fruizione: per questo la programmazione tv viene indirizzata - e sempre più lo sarà - verso un contenuto personalizzato e in grado di competere con le esigenze delle nuove generazioni e con l'offerta da parte di streamer sempre più variegati.